# Star lichaam
In de natuurkunde is een star lichaam een onvervormbaar lichaam, ook al werken er krachten op in. Dit wil zeggen dat alle punten van dat lichaam onderling dezelfde afstand blijven behouden.
Dit lichaam kan fysiek niet bestaan als gevolg van de relativiteitstheorie, het is dus een idealisering.
In de klassieke mechanica wordt een star lichaam meestal beschouwd als een continue massaverdeling, terwijl in de kwantummechanica een star lichaam meestal wordt gezien als een verzameling van puntmassa's. Bijvoorbeeld, in de kwantummechanica worden moleculen (bestaande uit de puntmassa's: elektronen en kernen) vaak gezien als starre lichamen.
De mogelijke veranderingen van positie en stand van een star lichaam zijn de directe isometrieën in 3D, met zes vrijheidsgraden.
De beginpositie en -stand kunnen geleidelijk in de eindpositie en -stand worden overgevoerd, waarbij ook tussentijds alle punten van het lichaam onderling dezelfde afstand blijven behouden. Wiskundig kan men dit generaliseren naar ruimtes met een andere dimensie dan 3. Daarbij moet men bedenken dat bijvoorbeeld een star tweedimensionaal object in de tweedimensionale ruimte minder bewegingen kan maken dan in de driedimensionale ruimte, waardoor spiegeling in een lijn in het vlak van het object in 2D een indirecte isometrie is, maar in 3D een directe (het object wordt omgedraaid en begeeft zich daarbij tijdelijk buiten zijn vlak). Als een object dikte nul heeft maar wel met onderscheid tussen boven- en onderkant dan is dit weer anders, want dan is spiegelen niet hetzelfde als omdraaien.